# Sojoez MS-09
Sojoez MS-09 (Russisch: Союз МС-09) is een ruimtevlucht naar het Internationaal ruimtestation ISS. Het is de 138ste vlucht van een Sojoez-capsule en de negende van het nieuwe Sojoez MS-type. De lancering vond plaats op 6 juni 2018. Tijdens deze vlucht werden drie bemanningsleden naar het Internationaal ruimtestation ISS vervoerd voor ISS-Expeditie 56. Op 20 december 2018 landde de capsule in Kazachstan.
Op 18 januari 2018 kondigde NASA aan dat Jeanette Epps vervangen werd door haar backup Serena Auñón. Hierdoor werd Anne McClain het reservebemanningslid voor Serena Auñón.

## Bemanning
| Positie           | Ruimtevaarder                         |
| ----------------- | ------------------------------------- |
| Commandant        | Sergej Prokopjev, RSA 1e ruimtevlucht |
| Flight Engineer 1 | Serena Auñón, NASA 1e ruimtevlucht    |
| Flight Engineer 2 | Alexander Gerst, ESA 2e ruimtevlucht  |

### Reservebemanning
| Positie           | Ruimtevaarder            |
| ----------------- | ------------------------ |
| Commandant        | Oleg Kononenko, RSA      |
| Flight Engineer 1 | Anne McClain, NASA       |
| Flight Engineer 2 | David Saint-Jacques, CSA |

## Lek
Op 30 augustus 2018 bleek uit data betreffende de luchtvoorraad van het ISS dat er via de Sojoezcapsule een kleine hoeveelheid lucht weglekte. In de wand van de orbitale module werd een klein gaatje gevonden. Aanvankelijk werd vermoed dat het om een inslag van een micrometeoriet ging. Na bestudering van het gat rees het vermoeden echter dat het gat er in geboord was. Dit is waarschijnlijk tijdens de productie al gebeurd. Het gat werd eerst provisorisch gedicht en later definitief met kunsthars gevuld. De bemanning is niet in gevaar geweest.
In de dagen daarna werd door verschillende Russische media de samenzweringstheorie verkondigd dat een Amerikaanse astronaut het gat zou hebben geboord om het aanzien van Rusland te beschadigen.
Op 12 december 2018 (een week voor de geplande afkoppeling) werd tijdens een ruimtewandeling een inspectie van de buitenkant van de Sojoez-capsule uitgevoerd.
In april 2021 begonnen Russische staatsmedia NASA-Astronaut Serena Auñón ervan te beschuldigen het gat te hebben gemaakt. NASA kan echter aantonen dat geen van hun astronauten in het Russische deel van het ruimtestation verbleef toen de Sojoez begon te lekken.